# Caijiagang, Hunan
Caijiagang är en köpinghuvudort i Kina. Den ligger i provinsen Hunan, i den södra delen av landet, omkring 170 kilometer nordväst om provinshuvudstaden Changsha. Antalet invånare är 15 591. Befolkningen består av 7 743 kvinnor och 7 848 män. Barn under 15 år utgör 10,0 %, vuxna 15-64 år 77 %, och äldre över 65 år 12,0 %.
Runt Caijiagang är det tätbefolkat, med 511 invånare per kvadratkilometer. Närmaste större samhälle är Changde, 16,9 km söder om Caijiagang. Trakten runt Caijiagang består till största delen av jordbruksmark.
Genomsnittlig årsnederbörd är 1 706 millimeter. Den regnigaste månaden är maj, med i genomsnitt 303 mm nederbörd, och den torraste är december, med 32 mm nederbörd.